# Lancer du poids féminin aux Jeux olympiques d'été de 2024
Pour des articles plus généraux, voir Athlétisme aux Jeux olympiques d'été de 2024 et Lancer du poids aux Jeux olympiques.
Navigation
Tokyo 2020 Los Angeles 2028
L'épreuve du lancer du poids féminin aux Jeux olympiques de 2024 se déroule les 8 et 9 août 2024 au Stade de France au nord de Paris, en France.

## Records
Avant cette compétition, les records dans cette discipline étaient les suivants :
| Record du monde  | Natalya Lisovskaya (URS) | 22,63 m | Moscou | 7 juin 1987     |
| Record olympique | Ilona Slupianek (GDR)    | 22,41 m | Moscou | 24 juillet 1980 |

## Programme
| Date            | Horaire | Manche         |
| --------------- | ------- | -------------- |
| Jeudi 8 août    | 10 h 00 | Qualifications |
| Vendredi 9 août | 19 h 00 | Finale         |

## Résultats
Légende
- o : essai réussi
- x : essai manqué
- - : impasse

### Finale

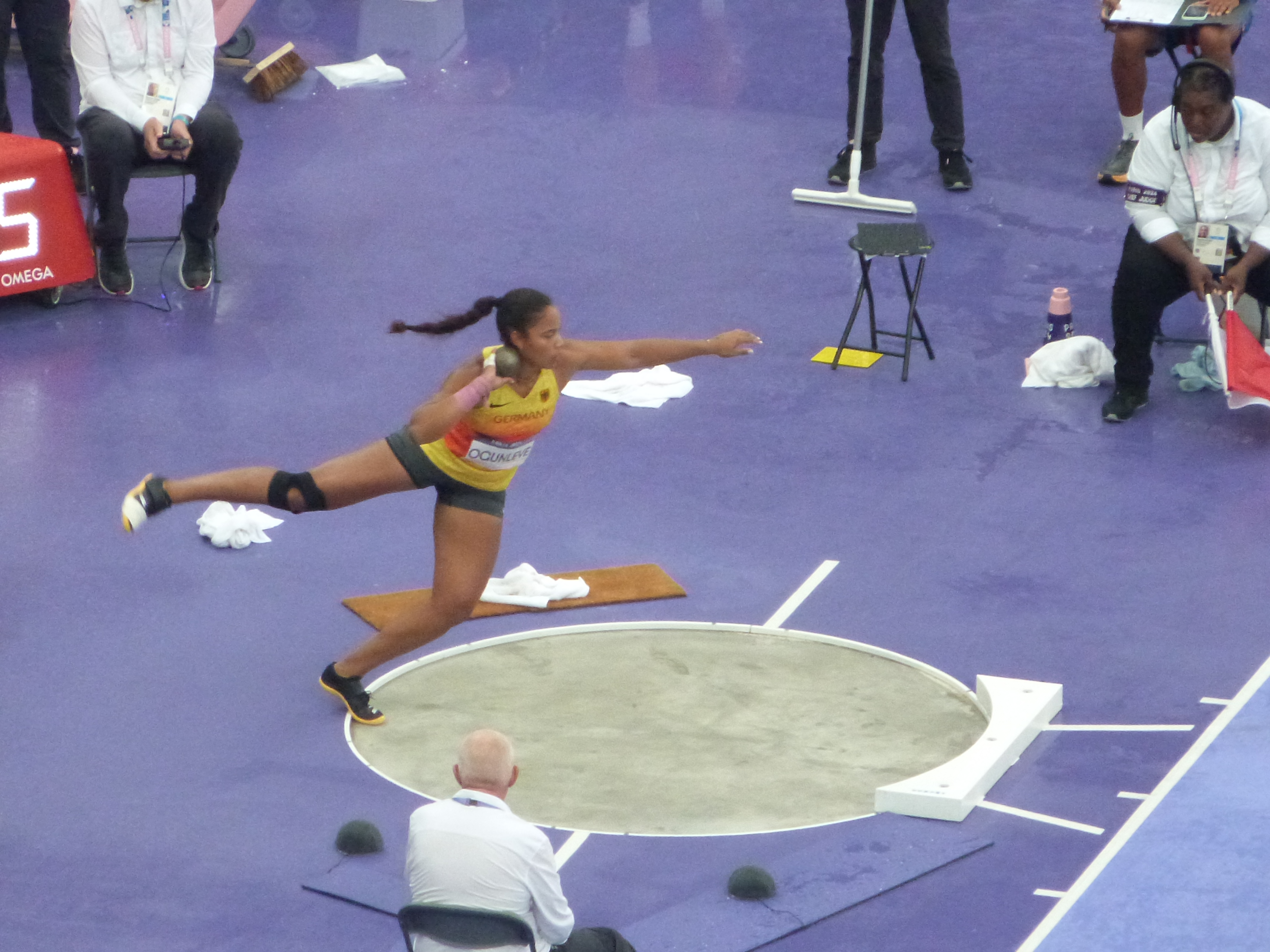
Lancer d'Yemisi Ogunleye pendant la finale

A l'issue des 3 essais, les huit meilleures lanceuses bénéficient de 3 essais supplémentaires.
| Rang                                | Athlète            | Pays             | Essais  | Essais  | Essais  | Essais  | Essais  | Essais  | Marque  | Notes |
| Rang                                | Athlète            | Pays             | 1       | 2       | 3       | 4       | 5       | 6       | Marque  | Notes |
| ----------------------------------- | ------------------ | ---------------- | ------- | ------- | ------- | ------- | ------- | ------- | ------- | ----- |
| Médaille d'or, Jeux olympiques      | Yemisi Ogunleye    | Allemagne        | x       | 19,55 m | x       | 18,75 m | 19,73 m | 20,00 m | 20,00 m |       |
| Médaille d'argent, Jeux olympiques  | Madison-Lee Wesche | Nouvelle-Zélande | x       | 19,58 m | 18,54 m | 19,10 m | 19,86 m | 19,68 m | 19,86 m | PB    |
| Médaille de bronze, Jeux olympiques | Song Jiayuan       | Chine            | 16,43 m | 18,88 m | 18,78 m | 19,32 m | x       | 19,21 m | 19,32 m |       |
| 4                                   | Jaida Ross         | États-Unis       | 19,28 m | m       | m       | m       | 18,79 m | 18,75 m | 19,28 m |       |
| 5                                   | Gong Lijiao        | Chine            | 19,09 m | 19,06 m | x       | x       | 19,27 m | 19,00 m | 19,27 m |       |
| 6                                   | Jessica Schilder   | Pays-Bas         | x       | x       | 18,91 m | x       | x       | x       | 18,91 m |       |
| 7                                   | Fanny Roos         | Suède            | 18,47 m | 18,78 m | x       | 18,48 m | x       | 18,13 m | 18,78 m |       |
| 8                                   | Jessica Inchude    | Portugal         | 18,16 m | 18,41 m | x       | 18,32 m | x       | x       | 18,41 m |       |
| 9                                   | Alina Kenzel       | Allemagne        | 18,19 m | x       | 18,29 m | NC      | NC      | NC      | 18,29 m |       |
| 10                                  | Axelina Johansson  | Suède            | 18,03 m | x       | x       | NC      | NC      | NC      | 18,03 m |       |
| 11                                  | Raven Saunders     | États-Unis       | x       | 16,92 m | 17,79 m | NC      | NC      | NC      | 17,79 m |       |
| 12                                  | Sarah Mitton       | Canada           | 17,15 m | 17,48 m | x       | NC      | NC      | NC      | 17,48 m |       |

### Qualifications
Les 12 meilleures lanceuses se qualifient pour la finale.
| Rang | Groupe | Athlète                  | Pays              | Essais  | Essais  | Essais  | Marque  | Notes |
| Rang | Groupe | Athlète                  | Pays              | 1       | 2       | 3       | Marque  | Notes |
| ---- | ------ | ------------------------ | ----------------- | ------- | ------- | ------- | ------- | ----- |
| 1    | A      | Sarah Mitton             | Canada            | 19,77 m | -       | -       | 19,77 m | Q     |
| 2    | A      | Madison-Lee Wesche       | Nouvelle-Zélande  | 18,59 m | 19,25 m | -       | 19,25 m | Q     |
| 3    | B      | Yemisi Ogunleye          | Allemagne         | 18,01 m | 17,72 m | 19,24 m | 19,24 m | Q     |
| 4    | B      | Jessica Schilder         | Pays-Bas          | x       | 18,86 m | 18,92 m | 18,92 m | q     |
| 5    | B      | Gong Lijiao              | Chine             | 18,06 m | 18,78 m | x       | 18,78 m | q     |
| 6    | A      | Song Jiayuan             | Chine             | 17,65 m | 18,22 m | 18,73 m | 18,73 m | q     |
| 7    | B      | Raven Saunders           | États-Unis        | x       | 17,73 m | 18,62 m | 18,62 m | q     |
| 8    | A      | Jaida Ross               | États-Unis        | 18,58 m | 18,21 m | x       | 18,58 m | q     |
| 9    | A      | Jessica Inchude          | Portugal          | x       | 18,36 m | x       | 18,36 m | q     |
| 10   | B      | Fanny Roos               | Suède             | 17,66 m | 18,17 m | 17,69 m | 18,17 m | q     |
| 11   | A      | Alina Kenzel             | Allemagne         | 18,16 m | 18,09 m | x       | 18,16 m | q     |
| 12   | A      | Axelina Johansson        | Suède             | x       | 18,16 m | 17,73 m | 18,16 m | q     |
| 13   | B      | Danniel Thomas-Dodd      | Jamaïque          | x       | 18,12 m | 16,87 m | 18,12 m |       |
| 14   | A      | Lloydricia Cameron       | Jamaïque          | 18,01 m | 17,71 m | 18,02 m | 18,02 m | SB    |
| 15   | B      | Eliana Bandeira          | Portugal          | 16,86 m | 17,97 m | 17,76 m | 17,97 m |       |
| 16   | B      | Katharina Maisch         | Allemagne         | 17,45 m | 17,86 m | x       | 17,86 m |       |
| 17   | A      | Chase Jackson            | États-Unis        | x       | x       | 17,60 m | 17,60 m |       |
| 18   | A      | Ivana Xennia Gallardo    | Chili             | 17,47 m | 16,64 m | 16,13 m | 17,47 m |       |
| 19   | B      | Klaudia Kardasz          | Pologne           | x       | 17,08 m | 17,45 m | 17,45 m |       |
| 20   | A      | Erna Soley Gunnarsdottir | Islande           | 17,34 m | 17,39 m | 17,29 m | 17,39 m |       |
| 21   | A      | Sun Yue                  | Chine             | x       | 17,33 m | x       | 17,33 m |       |
| 22   | B      | Portious Warren          | Trinité-et-Tobago | 17,02 m | 16,28 m | 17,22 m | 17,22 m |       |
| 23   | B      | Ana Caroline Silva       | Brésil            | 17,09 m | x       | 16,67 m | 17,09 m |       |
| 24   | A      | Emel Dereli              | Turquie           | 17,02 m | x       | 16,71 m | 17,02 m |       |
| 25   | B      | Maria Belen Toimil       | Espagne           | x       | 16,83 m | x       | 16,83 m |       |
| 26   | B      | Alida van Daalen         | Pays-Bas          | 16,25 m | x       | 16,53 m | 16,53 m |       |
| 27   | B      | Dimitriana Bezede        | Moldavie          | 16,30 m | 15,89 m | 16,35 m | 16,35 m |       |
| 28   | A      | Jorinde van Klinken      | Pays-Bas          | 16,35 m | x       | x       | 16,35 m |       |
| 29   | A      | Livia Avancini           | Brésil            | 16,26 m | x       | 15,85 m | 16,26 m |       |
| 30   | B      | Natalia Duco             | Chili             | x       | 16,11 m | x       | 16,11 m |       |
| 31   | A      | Mine de Klerk            | Afrique du Sud    | 15,63 m | x       | x       | 15,63 m |       |

## Légende
Records et Performances
- AR : Record continental (area record)
- CR : Record des championnats (championship record)
- MR : Record du meeting (meet record)
- NR : Record national (national record)
- OR : Record olympique (olympic record)
- PR : Record paralympique (paralympic record)
- PB : Record personnel (personal best)
- SB : Meilleure performance personnelle de la saison (season's best)
- WL : Meilleure performance mondiale de l'année (world leader)
- WJR : Record du monde junior (world junior record)
- WR : Record du monde (world record)

Circonstances et Conditions
- DNF : N'a pas terminé (did not finish)
- DNS : N'a pas pris le départ (did not start)
- DQ : Disqualification (disqualification)
- NM : Aucun essai valable enregistré (No Mark)
- Q : Qualifié « directement » au prochain tour (ou à la prochaine compétition), lors d'une compétition majeure, grâce au classement ou à la réalisation des minima (automatic qualifier)
- q : Qualifié au prochain tour (ou à la prochaine compétition), lors d'une compétition majeure, grâce au repêchage ou à la réalisation de l'une des meilleures performances parmi celles des « non qualifiés directement » (grâce au meilleur temps ou à la meilleure distance par exemple) (secondary qualifier)